# Resolução 227 do Conselho de Segurança das Nações Unidas
A Resolução 227 do Conselho de Segurança das Nações Unidas aprovada em 14 de outubro de 1966, em reunião fechada, recomendou à Assembléia Geral que, pendente de consideração pelo Conselho, prorrogasse a nomeação de U Thant como Secretário-Geral das Nações Unidas até o final do 21º período ordinário de sessões da Assembléia Geral.